# Saue (comune rurale)
Saue è un comune rurale dell'Estonia centrale, nella contea di Harjumaa. Il comune raggiunse l'estensione attuale nel 2017 quando, in seguito alla riforma amministrativa, inglobò i comuni di Kernu, Nissi e il comune urbano di Saue.

## Località
Oltre al capoluogo, il comune comprende la borgata di Laagri (in estone alevik) e 16 località (in estone küla):
Ääsmäe, Aila, Alliku, Hüüru, Jõgisoo, Kiia, Koppelmaa, Maidla, Pällu, Pärinurme, Püha, Tagametsa, Tuula, Valingu, Vanamõisa, Vatsla.